# Paramithia
A paramithia, régiesen paramythia egy irodalmi, azon belül egy költészeti műfaj.
Paramithiának nevezik az olyan költeményeket, amelyeknek forrása valamilyen antik (ókori görög, római) mitológiai történet, célja valamilyen igazság magyarázata. A magyar irodalomban többek közt Kazinczy Ferenc és Kármán József írtak paramithiákat verses és prózai formában. Az újabb magyar irodalom nem műveli.